# Virslīga 1930
L'edizione 1930 del Virslīga fu la 10ª del massimo campionato lettone di calcio; fu vinta dal RFK Riga, giunto al suo quarto titolo.

## Formula
Il campionato era disputato da sette squadre che si incontrarono in turni di andata e ritorno, per un totale di 14 turni e 12 incontri per squadra; erano previsti due punti per la vittoria, uno per il pareggio e zero per la sconfitta.

## Classifica finale
|                     | Pos. | Squadra          | Pt | G  | V | N | P | GF | GS | DR  |
| ------------------- | ---- | ---------------- | -- | -- | - | - | - | -- | -- | --- |
| Lettonia (bandiera) | 1    | RFK Riga         | 19 | 12 | 8 | 3 | 1 | 38 | 12 | +26 |
|                     | 2    | Olimpija Liepāja | 17 | 12 | 8 | 1 | 3 | 29 | 12 | +17 |
|                     | 3    | Rīga Vanderer    | 14 | 12 | 6 | 2 | 4 | 18 | 15 | +3  |
|                     | 4    | Union Riga       | 11 | 12 | 3 | 5 | 4 | 32 | 33 | -1  |
|                     | 5    | ASK Rīga         | 11 | 12 | 5 | 1 | 6 | 25 | 21 | +4  |
|                     | 6    | Amatieris Riga   | 7  | 12 | 2 | 3 | 7 | 13 | 35 | -22 |
|                     | 7    | LSB Riga         | 5  | 12 | 2 | 1 | 9 | 10 | 37 | -27 |